# Virtuality show
Virtuality show – jeden z gatunków internetowych, składający się z filmów video pokazujących realne życie bohaterów. Występujące w nim osoby są ściśle wyselekcjonowane. Virtuality show posiada określoną z góry konwencję, a jego celem jest wyłonienie jednego zwycięzcy. Eliminacja uczestników jest dokonywana przez internautów. Gatunek nawiązuje do reality show – kontrowersyjnych seriali telewizyjnych, których bohaterowie w zamknięciu są śledzeni przez kamery całą dobę.